# Captation des données informatiques
 (mars 2022).
La mise en forme du texte ne suit pas les recommandations de Wikipédia : il faut le « wikifier ».
Les points d'amélioration suivants sont les cas les plus fréquents :
- Les titres sont pré-formatés par le logiciel. Ils ne sont ni en capitales, ni en gras.
- Le texte ne doit pas être écrit en capitales (les noms de famille non plus), ni en gras, ni en italique, ni en « petit »…
- Le gras n'est utilisé que pour surligner le titre de l'article dans l'introduction, une seule fois.
- L'italique est rarement utilisé : mots en langue étrangère, titres d'œuvres, noms de bateaux, etc.
- Les citations ne sont pas en italique mais en corps de texte normal. Elles sont entourées par des guillemets français : « et ».
- Les listes à puces sont à éviter, des paragraphes rédigés étant largement préférés. Les tableaux sont à réserver à la présentation de données structurées (résultats, etc.).
- Les appels de note de bas de page (petits chiffres en exposant, introduits par l'outil «  Source ») sont à placer entre la fin de phrase et le point final[comme ça].
- Les liens internes (vers d'autres articles de Wikipédia) sont à choisir avec parcimonie. Créez des liens vers des articles approfondissant le sujet. Les termes génériques sans rapport avec le sujet sont à éviter, ainsi que les répétitions de liens vers un même terme.
- Les liens externes sont à placer uniquement dans une section « Liens externes », à la fin de l'article. Ces liens sont à choisir avec parcimonie suivant les règles définies. Si un lien sert de source à l'article, son insertion dans le texte est à faire par les notes de bas de page.
- La présentation des références doit suivre les conventions bibliographiques. Il est recommandé d'utiliser les modèles {{Ouvrage}}, {{Chapitre}}, {{Article}}, {{Lien web}} et/ou {{Bibliographie}}. Le mode d'édition visuel peut mettre en forme automatiquement les références.
- Insérer une infobox (cadre d'informations à droite) n'est pas obligatoire pour parachever la mise en page.

Pour une aide détaillée, merci de consulter Aide:Wikification.
Si vous pensez que ces points ont été résolus, vous pouvez retirer ce bandeau et améliorer la mise en forme d'un autre article.
La captation des données informatiques est une technique spéciale d'enquête prévue en droit pénal français qui permet aux enquêteurs de police d'accéder à des données informatiques stockées par un individu ou une organisation sans leur consentement.

## Cadre légal
Créée par la loi d'orientation et de programmation pour la performance de la sécurité intérieure du 14 mars 2011, elle est codifiée dans  les articles 706-102-1 et suivants du code de procédure pénale. Elle prévoit la possibilité de recourir à « la mise en place d'un dispositif technique ayant pour objet, sans le consentement des intéressés, d'accéder, en tous lieux, à des données informatiques, de les enregistrer, de les conserver et de les transmettre, telles qu'elles sont stockées dans un système informatique, telles qu'elles s'affichent sur un écran pour l'utilisateur d'un système de traitement automatisé de données, telles qu'il les y introduit par saisie de caractères ou telles qu'elles sont reçues et émises par des périphériques ». 
Elle a ensuite fait l'objet de plusieurs évolutions législatives. 

## Description
Contrairement à d'autres techniques d'enquêtes numériques, il s'agit ici d'accéder au cœur des appareils ciblés et non plus, par exemple, d'intercepter des correspondances sur un réseau de communications électroniques. Il ne s'agit donc pas d'écoutes téléphoniques.  
Elle va notamment permettre, dans la plus grande discrétion, de récupérer des éléments de preuve numérique en contournant le chiffrement et ce, de manière totalement invisible pour l'utilisateur. Sa mise en œuvre peut être rapprochée de l'utilisation d'un cheval de Troie mais ici légalement.  
Particulièrement intrusive, sa mise en œuvre fait l'objet d'un encadrement juridique spécifique afin de concilier d'une part la nécessité de rechercher les auteurs d'infraction et d'autre part la protection du droit au respect de la vie privée. 

## Affaire Encrochat
Cette technique spéciale d'enquête a fait l'objet d'une certaine médiatisation à la suite de l'annonce du démantèlement du réseau de communications chiffrées Encrochat par la gendarmerie nationale. 
Depuis, de nombreux recours ont été initiés contre les procédures menées par les services d'enquête mais également s'agissant de la constitutionnalité de cette technique. Dans une décision rendue le 8 avril 2022, le Conseil constitutionnel déclare conforme à la Constitution le recours aux moyens de l'Etat protégés par le secret de la défense nationale pour réaliser le dispositif technique de captation.